# Яньцзінь (повіт, Юньнань)
28°06′38″ пн. ш. 104°13′58″ сх. д. / 28.11045° пн. ш. 104.23277° сх. д.
Яньцзінь (кит. 盐津县, пін. Yánjīn Xiàn) — один із повітів КНР у складі префектури Чжаотун, провінція Юньнань. Адміністративний центр — містечко Яньцзінь.

## Географія
Яньцзінь лежить на висоті близько 400 метрів над рівнем моря на півночі Юньнань-Гуйчжоуського плато.

### Клімат
Повіт знаходиться у зоні, котра характеризується вологим субтропічним кліматом. Найтепліший місяць — липень із середньою температурою 26,2 °C. Найхолодніший місяць — січень, із середньою температурою 8,2 °С.
| Клімат повіту Яньцзінь  | Клімат повіту Яньцзінь | Клімат повіту Яньцзінь | Клімат повіту Яньцзінь | Клімат повіту Яньцзінь | Клімат повіту Яньцзінь | Клімат повіту Яньцзінь | Клімат повіту Яньцзінь | Клімат повіту Яньцзінь | Клімат повіту Яньцзінь | Клімат повіту Яньцзінь | Клімат повіту Яньцзінь | Клімат повіту Яньцзінь | Клімат повіту Яньцзінь |
| Показник                | Січ.                   | Лют.                   | Бер.                   | Квіт.                  | Трав.                  | Черв.                  | Лип.                   | Серп.                  | Вер.                   | Жовт.                  | Лист.                  | Груд.                  | Рік                    |
| Середній максимум, °C   | 11,5                   | 13,6                   | 18,4                   | 24,2                   | 28,1                   | 29,7                   | 32,2                   | 31,9                   | 27,7                   | 21,9                   | 18,2                   | 12,9                   | 22,5                   |
| Середня температура, °C | 8,2                    | 9,9                    | 13,6                   | 18,4                   | 22,1                   | 24,2                   | 26,2                   | 25,9                   | 22,6                   | 18,1                   | 14,3                   | 9,6                    | 17,8                   |
| Середній мінімум, °C    | 6,2                    | 7,7                    | 10,6                   | 14,7                   | 18,3                   | 20,8                   | 22,6                   | 22,4                   | 19,8                   | 15,9                   | 12                     | 7,6                    | 14,9                   |
| Норма опадів, мм        | 18.6                   | 23.5                   | 36.2                   | 61.1                   | 89.3                   | 144.8                  | 241.3                  | 247.3                  | 119.9                  | 64.2                   | 29.9                   | 16.7                   | 1092.8                 |
| Вологість повітря, %    | 81                     | 81                     | 79                     | 77                     | 76                     | 81                     | 82                     | 83                     | 84                     | 86                     | 83                     | 82                     | 81.3                   |
| ----------------------- | ---------------------- | ---------------------- | ---------------------- | ---------------------- | ---------------------- | ---------------------- | ---------------------- | ---------------------- | ---------------------- | ---------------------- | ---------------------- | ---------------------- | ---------------------- |
| Джерело: data.cma.cn    |                        |                        |                        |                        |                        |                        |                        |                        |                        |                        |                        |                        |                        |